# Антонов, Владимир Григорьевич
Влади́мир Григо́рьевич Анто́нов (4 июня 1876 — 26 сентября 1954, Брюссель) — офицер русского императорского флота, участник Цусимского и Моонзундского сражений.

## Биография
- Окончил Санкт-Петербургский университет.
- 1899 — Юнкер флота.
- 1901 — Мичман.
- 1905 — Минный офицер крейсера «Владимир Мономах».
- 14-15 мая 1905 — Участвовал в Цусимском сражении, был взят в плен после гибели корабля.
- Январь 1906 — Вернулся из плена.
- 1907 — Командовал миноносцами № 110 и 122.
- 1909 — Командовал миноносцами № 217, № 223.
- 6 декабря 1913 — Капитан 2-го ранга за отличие.
- 1915—1916 — И. д. начальника Рижской речной флотилии.
- 10 ноября 1916 — Командир эсминца «Эмир Бухарский».
- 26 марта 1917 — 4 октября 1917 — Командир линейного корабля «Слава». Отличился в Моонзундском сражении.

Командир «Славы», в политическом отношении самого беспокойного корабля, капитан 1-го ранга Антонов за стоянку в Моонзунде изнервничался, часто прихварывал; по моему докладу командующему флотом и по совместному обсуждению с ним, все-таки решено было не сменять его, так как трудно было найти охотника командовать «Славой», да и команда корабля не всякого командира приняла бы.— М. К. Бахирев. Отчет о действиях Морских сил Рижского залива 29 сентября — 7 октября 1917 года

Вечером 4 октября капитан 1 ранга Антонов с двумя офицерами «Славы» прибыл в Гельсингфорс на штабной корабль «Кречет» для доклада о бое командующему флотом А. В. Развозову. Начальник разведотдела Балтфлота И. И. Ренгартен отмечал в дневнике встречу с ним: «Седой, еле бредёт, скис совершенно. Но бой был славный».— Виноградов С. Е. Броненосец «Слава». Непобежденный герой Моонзунда
- 28 июня 1917 — Капитан 1-го ранга.
- Во время гражданской войны на Севере. Был рядовым Славяно-Британского легиона, командовал линкором «Чесма», служил в штабе контр-адмирала Л. Л. Иванова.
- Эмигрировал с войсками генерала Е. К. Миллера.
- Проживал в Бельгии.
- Работал в Бельгийском Конго капитаном речного парохода на реке Конго.
- Умер в Брюсселе.